# كنال+ (ميانمار)
كنال+ ( مجموعة فوريفر الحالية في ميانمار ومجموعة كانال + في فرنسا.) هي شبكة فرعية من كنال+ في الأصل من قبل مجموعة فوريفر وحدها، وانضمت إلى العمل في عام 2017، واعتمدت الخدمة الاسم الحالي في أبريل 2021.
تقدم الشبكة البث التلفزيوني من خلال التلفزة الرقمية الأرضية (المتوفرة في يانغون وماندالاي) وبث التليفزيون الفضائي المباشرة إلى المنزل (DTH). أطلقت نسخة متلفزة بورمية من خدمة My كنال OTT التلفزيونية في عام 2019. 
يوجد في الباقة التلفزيونية 80 قناة تلفزيونية، بما في ذلك تسع قنوات تلفزيونية داخلية، متوفرة على المنصة. بعد 2021 فبراير، تم إغلاق بعض قنوات البث الدولية بما في ذلك القنوات الإخبارية مثل سي إن إن وبي بي سي خلال انقلاب ميانمار عام 2021 . اعتبارًا من 1 أكتوبر 2022، أصبح العدد الإجمالي للقنوات التلفزيونية 69 قناة.

## القنوات الداخلية
- كنال + كي لايت : قناة دليل التلفزيون.
- كنال + جيتا : قناة موسيقية. [12] [13]
- كنال + أكشن : قناة أفلام الحركة . [12] [14] [15]
- كنال + بي تو تو : قناة تستهدف الأطفال في سن ما قبل المدرسة. [12] [16]
- كنال + سبورت 1 : قناة رياضية.
- كنال + سبورت 2 : قناة رياضية.
- كنال + شي تي : قناة تستهدف الأطفال والمراهقين. [12] [16]
- كنال + مي مات : قناة درامية تستهدف الجماهير النسائية. [12] [17]
- كنال+ زات لين : قناة سينمائية. [12]
- كنال + سو سان : قناة وثائقية. [12] [18]

## المسلسلات التلفزيونية التي تذاع على كنال + زات لين
- الموسم السام 1 (2018)
- ميانمار رحلة لا تصدق الموسم 1
- الروح القتالية الموسم 2 (2020)
- موسم بحيرة بايار 2 (2021)
- طهاة البعثة (2022)
- أحلام ملونة (2022)
- المحاصرين (2022)
- اصنع لي معروفًا (2022)
- غابة البكاء (2022)
- وسيم قبيح وسبعة (2023)
- المباريات (2023)
- يا أسرتي! (2023)